# Colbertia
Colbertia è un genere estinto di mammiferi notoungulati, appartenente ai tipoteri. Visse nell'Eocene inferiore - medio (circa 52 - 45 milioni di anni fa) e i suoi resti fossili sono stati ritrovati in Sudamerica.

## Descrizione
Questo animale doveva essere grande quanto un opossum (Didelphis virginiana), ed è probabile che la lunghezza potesse raggiungere i 50 centimtri esclusa la coda. si suppone che il peso potesse essere di circa 2-3 chilogrammi. 
Colbertia era dotato di un cranio relativamente allungato, con molari a corona bassa (brachidonti); le cuspidi dei molari erano unite a formare strutture simili a creste (lofi) ed erano quindi definiti lofodonti. Paracono e metacono erano dotati di pieghe notevoli. Le ossa delle caviglie di Colbertia indicano che questo animale era ancora plantigrado, una condizione ancestrale per i notoungulati. La morfologia delle ossa della base del cranio erano simili a quelle di altri notoungulati arcaici, anche se l'osso petroso era dotato di caratteristiche distinte che si riscontrano anche in altri notoungulati affini, di poco più recenti, come Dolichostylodon.

## Classificazione
Il genere Colbertia venne istituito da Carlos de Paula Couto nel 1952, per accogliere una specie di notoungulato descritto un paio di anni prima come una nuova specie del genere Oldfieldthomasia (O. magellanica). La specie tipo è Colbertia magellanica ed è nota nel giacimento di Itaboraí in Brasile, risalente ai primi tempi dell'Eocene; fossili attribuiti ad altre specie (C. lumbrerense, C. falui) sono stati ritrovati in Argentina in terreni più recenti (Eocene medio).
Colbertia è considerato un rappresentante basale dei tipoteri, un gruppo di notoungulati simili agli iraci o a roditori. In particolare, Colbertia sembrerebbe essere stato un membro arcaico del gruppo, all'interno della famiglia Oldfieldthomasiidae, probabilmente parafiletica. Si suppone che Colbertia possa rappresentare la condizione ancestrale dei tipoteri, che successivamente si diversificarono notevolmente andando a occupare diverse nicchie ecologiche.

## Paleoecologia
Colbertia era un mammifero terrestre ed erbivoro, con una dieta a base di foglie tenere, germogli e fiori.